# Feynmanpunkten

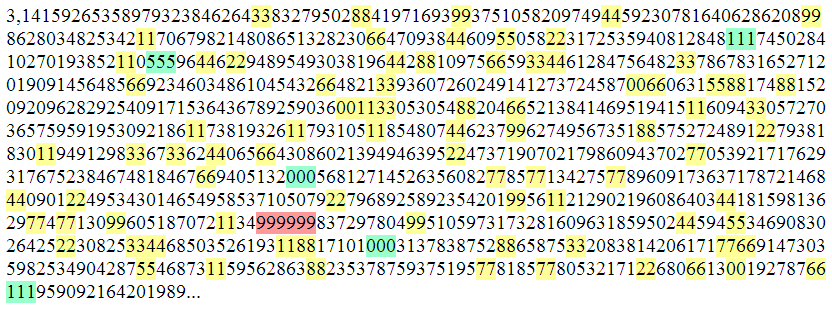
En översikt av de 1000 första decimalerna av pi. Samma tal två gånger i följd är markerade gula och de få tal som är samma tre gånger i följd är markerade gröna. Feynmanpunkten, med sex stycken samma på varandra följande tal, är markerad med rött.

Feynmanpunkten är sex på rad följande nior som börjar vid den 762 decimalen av pi. Den är uppkallad efter fysikern Richard Feynman som enligt utsago under en föreläsning sa att han ville memorera samtliga decimaler av pi fram till den punkten för att kunna återge dem och sedan fortsätta "nio, nio, nio, nio, nio, nio och så vidare" och därigenom på ett humoristiskt sätt ge sken av att talet pi är rationellt.

## Relaterad pi-statistik
Nästa sekvens med sex på varandra följande nior börjar vid 193 034 decimalen. Vid 222 299 decimalen återfinns påföljande sekvens med sex på varandra följande åttor. Siffran 0 återfinns som sexsiffrig sekvens med början vid 1 699 927 decimalen. En sekvens med nio sexor (666666666) börjar vid position 45 681 781.
Feynmanpunkten är också det första punkten med fyra och fem likadana siffror i rad. Nästa sekvens med fyra likadana siffror i rad gäller siffran 7 och inträffar vid position 1 589.

## Feynmanpunkten i sitt sammanhang
De första 1 000 decimalerna av pi, med Feynmanpunkten understruken, ser ut enligt följande:
| 3, | 1415926535 8979323846 2643383279 5028841971 6939937510 5820974944 5923078164 0628620899 8628034825 3421170679 8214808651 3282306647 0938446095 5058223172 5359408128 4811174502 8410270193 8521105559 6446229489 5493038196 4428810975 6659334461 2847564823 3786783165 2712019091 4564856692 3460348610 4543266482 1339360726 0249141273 7245870066 0631558817 4881520920 9628292540 9171536436 7892590360 0113305305 4882046652 1384146951 9415116094 3305727036 5759591953 0921861173 8193261179 3105118548 0744623799 6274956735 1885752724 8912279381 8301194912 9833673362 4406566430 8602139494 6395224737 1907021798 6094370277 0539217176 2931767523 8467481846 7669405132 0005681271 4526356082 7785771342 7577896091 7363717872 1468440901 2249534301 4654958537 1050792279 6892589235 4201995611 2129021960 8640344181 5981362977 4771309960 5187072113 4999999837 2978049951 0597317328 1609631859 5024459455 3469083026 4252230825 3344685035 2619311881 7101000313 7838752886 5875332083 8142061717 7669147303 5982534904 2875546873 1159562863 8823537875 9375195778 1857780532 1712268066 1300192787 6611195909 2164201989 |